# Намерение убить
«Намерение убить» (англ. Intent To Kill) — фильм режиссёра Чарлза Кэнгэниса.

## Сюжет
Викки Стюарт родилась в трущобах. Она очень красива, но пьяница отец постоянно оскорбляет её. Бросив семью, она поступает на работу полицейским. Иногда она выходит ночью в город, замаскировавшись под проститутку. В одну из таких вылазок она попадает в лимузин местного наркобарона. Но как только преступники понимают, что перед ними полицейский, они выкидывают девушку из машины на полном ходу. Впоследствии Викки пытается вывести наркомафию на чистую воду.

## В ролях
- Яфет Котто — капитан Джэксон
- Трейси Лордз — Викки
- Анхело Тиффе — Сальвадор
- Скотт Паттерсон — Эл
- Луис А. Перес — Пабло
- Сэм Траволта — сержант Харрис
- Винни Керто — попрошайка
- Кевин Бентон — черный продавец наркотиков
- Даллас Коул —  владелец ресторана
- Майкл Липтон — насильник №1
- Ред Хортон — насильник №2
- Джо Мерфи — насильник №3
- Чарли Гэнис — Роберто
- Джон Дел Рико — попрошайка

## Съёмочная группа
- Режиссёр и автор сценария: Чарлз Кэнгэнис
- Продюсер: Чарла Драйвер, Стивен Либ, Джозеф Мерхи, Ричард Пепин